# 卡琳·珍-皮埃爾
卡里娜·让-皮埃尔（英語：Karine Jean-Pierre，1977年8月13日—）是美国政治幕僚。在2020年美国总统选舉中担任民主党副总统候选人賀錦麗的参谋长。自2021年起，她担任白宫首席副新闻秘书；在珍·莎琪离职后，她于2022年至2025年間担任第35任白宫新闻秘书，成为首位黑人出身和首位出櫃具有LGBTQ+身份的白宮發言人。
此前，让-皮埃尔是政治團體MoveOn的高级顾问和发言人，以及NBC新闻和電視台MSNBC的政治分析师。她还曾任哥伦比亚大学国际和公共事务讲师。

## 早年
让-皮埃尔出生於法國海外領土馬提尼克的法兰西堡，雙親是海地移民。五歲時，舉家遷至紐約市附近皇后區的皇后村。她的母親從事看護工作，同時活躍於社區的教堂，父親則是開計程車維生。
1993年，让-皮埃尔畢業於長島的克倫伯格（Kellenberg）紀念中學，這是一所预科学校。1997年，在纽约科技学院取得學士學位。2003年，在哥倫比亞大學取得公共關係碩士學位，她也是在這個時期決定投入政治工作。让-皮埃尔能流利使用英語、法語與克里奧爾語。

## 外部連結
- 官方网站 （英文）
- C-SPAN內的頁面（英文）
- 卡琳·珍-皮埃爾在互联网电影资料库（IMDb）上的資料（英文）

| 官衔             | 官衔                        | 官衔                   |
| ---------------- | --------------------------- | ---------------------- |
| 前任者： 珍·莎琪 | 白宮新聞秘書 2022年－2025年 | 繼任者： 卡羅琳·萊維特 |